# 對日裔美國人的囚禁

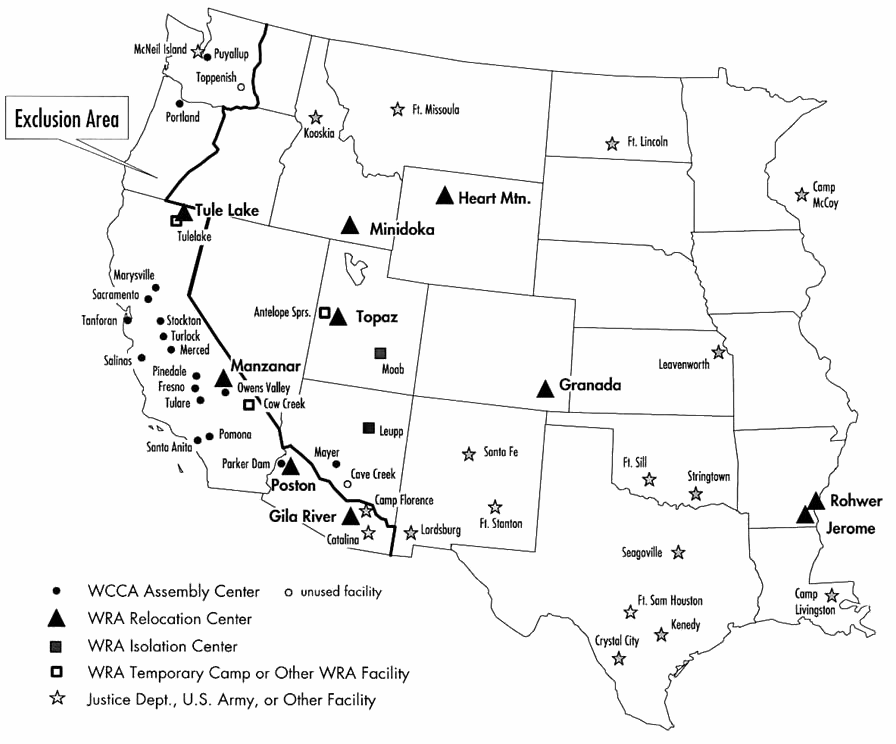
二戰期間美國日本人集中營分布

日裔美國人囚禁（英語：Internment of Japanese Americans）是指1941年珍珠港事件發生後，美國政府於次年戰爭進入白熱化階段期間，針對居住於美國太平洋沿岸的約12萬名日裔美國人實施的扣留、轉移及囚禁措施。
1942年2月19日，美國總統富蘭克林·德拉諾·羅斯福簽署第9066号行政命令，授權美國陸軍部將國內特定地區劃定為「戰區」，並對生活在這些戰區的居民採取一切必要的限制措施，包括將其驅逐出戰區。該命令規定，美國西岸各州（包括加利福尼亞州、俄勒岡州、華盛頓州和亞利桑那州）的所有日裔美國人都可能面臨強制轉移。全美各地日裔美國人受到待遇的嚴酷程度不一：在美國西岸，幾乎所有日裔美國人均被囚禁；而在日裔人口佔近三分之一的夏威夷，僅有約1,200至1,800人被拘留。在所有被囚禁的日裔美國人中，62％是美國公民；直至第二次世界大戰結束後，美國才逐步解散這些集中營。
1944年，美國最高法院在是松诉合众国案中裁定，第9066号行政命令符合美国宪法規定，並同時指出針對具有日本血統者進行隔離的合法性並非此案訴訟範圍之內。20世紀80年代，由於「日裔美國人市民同盟」等組織的持續施壓，總統吉米·卡特最終啟動對戰時日裔美國人遭受迫害情況的調查。1988年，美國國會通過並由總統罗纳德·里根簽署的《1968年民權法案》正式向這一事件受害者致歉。法案指出，政府的行為是基於「種族偏見、戰時恐慌與政治領導的失敗」。最終，美國政府向曾被囚禁的日裔美國人及其後裔支付超過16億美元的賠償款。

## 背景
在1936年至1942年間，日本在亞洲及太平洋地區的快速軍事擴張，讓許多美國人感到其勢不可擋。而1941年12月7日日本對珍珠港的攻擊，促使美國的軍事與政治領導層對大日本帝國可能準備對美國西海岸發動大規模攻擊的威脅產生高度警戒。此時，尼豪島事件進一步引起美國政府及軍事當局的嚴重關注。在該事件中，一名日本公民與兩名出生於夏威夷的日裔居民，使用暴力手段試圖解救一名被俘的日本海軍飛行員。另美國西岸軍區司令官約翰·德威特將軍宣稱，已有情報顯示部分日裔及其後代可能參與間諜活動或進行破壞行為，並建議總統羅斯福下令將這些人進行監禁。

### 民間的排日情緒
珍珠港事件發生後，許多美國民眾對此感到極度憤怒，並將責任歸咎於所有日本人。此時，美國社會開始流傳不利於日裔美國人的謠言，聲稱部分日本裔人士事先知曉這次襲擊，甚至協助了日本軍隊的行動。儘管联邦调查局和美國政府清楚這些謠言並不屬實，但雙方並未對此公開澄清或發表任何意見。

### 9066號行政命令

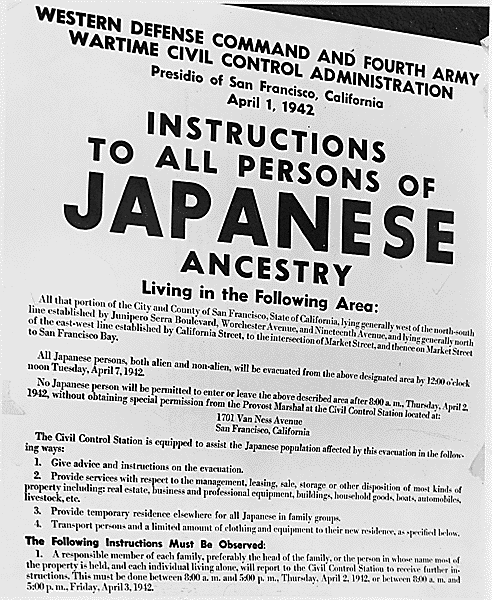
日裔美国人驅逐令

1942年2月19日，在日本偷襲夏威夷珍珠港事件發生後兩個半月，美國總統羅斯福頒布了第9066號行政命令。該命令授權美國陸軍部長劃定國內特定地區為「軍事區域」，並賦予其權力對居住於這些區域的人實施一切必要的限制措施，甚至可將他們排除出這些區域。

## 囚禁
美國西岸的大部分地區，包括整個加利福尼亞州及俄勒岡州和華盛頓州的大部分區域，被劃為禁區，而當時絕大多數日裔美國人居住於此。居住在西岸的所有日裔美國人均被強制拘禁。然而，在夏威夷，儘管日裔人口佔比約為三分之一，僅有1,200至1,800人被拘留。
據不完全統計，這次強制遷徙導致日裔美國人損失慘重，他們失去了大量的耕地、設備、儲蓄、股票和債券。政府安排運輸工具，將這些日裔美國人集中送往拘禁營；為防止他們擅自離開禁區，政府禁止他們從銀行帳戶提取存款。日裔美國人被要求在48小時內整理簡單的行李準備離開，僅被允許攜帶一個包裹，且禁止攜帶收音機或相機。此外，在5,000名服役中的日裔美國士兵中，大多數被迫退役，提前結束了的軍旅生涯。

## 集中營內

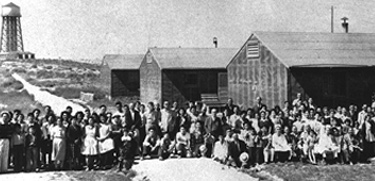
愛達荷州Minidoka集中營團體照

這些拘留營被建造在美國各州最為貧瘠和荒蕪的地區，四周圍繞著鐵絲網，設有瞭望塔，從外觀上看，與德國納粹的集中營極為相似。事實上，總統羅斯福曾多次稱這些設施為「集中營」。在拘留營內，一個6至7口之家僅被分配約30平方米的居住空間，房間內沒有獨立的煤氣爐或自來水。多個家庭共用一間洗衣房、一間餐廳和一個廁所，而露天淋浴間也是多戶人家共用的，甚至瞭望塔上的哨兵可以清楚地看到在淋浴間內沐浴的人。
聯邦政府規定，每名拘留者每天的伙食費僅為50美分，而供應的食物品質低劣，難以下嚥。此外，許多被認為具有「可疑行為」的日裔居民還遭受「隔離審查」。例如，一位名叫金元的老人回憶道，他們一家被送往愛達荷州的拘留營後不久，父親便被單獨帶走接受審查，與家人分離的時間長達三個多月。
拘留營被鐵絲網封閉，內部由持槍士兵駐守瞭望塔進行監視。有些試圖逃離或因其他原因被視為威脅的人遭到射殺，其中包括James Wakasa。

## 囚禁結束
1944年12月17日，隨著日本軍事形勢的不斷惡化，美國在戰爭中的優勢地位日益鞏固。鑑於日裔美國人在戰時的良好表現，美國陸軍部宣布，自1945年1月2日起，解除對日裔美國人的限制措施，允許他們返回西海岸居住。二戰結束後，所有拘留營被正式廢除。隨著戰爭結束，對美國政府拘留日裔美國人的批評聲浪不斷升高。1945年，耶魯大學法學教授、後來擔任詹森政府副國務卿的尤金·羅斯托發表了一篇題為《日裔美國人案件：一場災難》的文章。文章指出，政府並無可靠證據支持拘留日裔美國人的決策，並認為此舉對作為美國建國核心價值的自由精神構成了「最沉重的打擊」。

### 訴訟和賠償
由於在戰時經歷了巨大的冤屈，加之受到美國國內輿論轉變的鼓舞，自1945年起，日裔美國人陸續提起訴訟，要求為二戰期間遭受的不公正待遇尋求賠償。1948年，美國國會通過《日本裔美國人重新安置索賠法》（Japanese American Evacuation Claims Act），但截至1962年，美國政府僅支付了總額約3,600萬美元的賠償。進入1980年代後，日裔美國人對賠償的訴求顯著增加。
1987年10月，美國國會批准了總額不超過5億美元的賠償計劃。隨後，1988年4月，國會通過決議，將賠償總額提升至不超過13億美元。同年8月10日，時任美國總統羅納德·雷根正式簽署道歉法案，為二戰期間拘留日裔美國人的行為公開致歉。雷根總統在法案中承認，當時將日裔美國人視為“外來敵人”是基於戰時的偏見與狂熱，並宣佈向曾被拘留且仍在世的日裔美國人提供每人20,000美元的賠償。

## 資料來源
1. ↑  The official WRA record from 1946 states it was 120,000 people. War Relocation Authority. . 1946: 8  [2022-02-24]. （原始内容存档于2021-02-24）.This number does not include people held in other camps such as those which were run by the DoJ or the Army. Other sources may give numbers which are slightly more or less than 120,000.
2. ↑  Ogawa, Dennis M. and Fox, Jr., Evarts C. Japanese Americans, from Relocation to Redress. 1991, p. 135.
3. ↑  . www.britannica.com.   [2022-02-24]. （原始内容存档于2022-10-06） （英语）.
4. ↑  . National Parks Service.   [March 30, 2010]. （原始内容存档于2021-03-14）.
5. ↑  100th Congress, S. 1009, reproduced at （页面存档备份，存于） internmentarchives.com. Retrieved September 19, 2006.
6. ↑  . pbs.org.   [November 10, 2010]. （原始内容存档于2019-09-20）.
7. ↑  . the.honoluluadvertiser.com.   [November 4, 2010]. （原始内容存档于2020-04-07）.